# 大奥芬塞特-阿斯珀恩
大奥芬塞特-阿斯珀恩是德国石勒苏益格－荷尔斯泰因州的一个市镇。总面积10.56平方公里，总人口450人，其中男性278人，女性172人（2011年12月31日），人口密度43人/平方公里。